# Парламентский организатор
Парламентский организатор — вариант русского перевода английского термина «whip» — «кнут», должностное лицо в политических партиях ряда стран, обеспечивающее партийную дисциплину в органах законодательной власти. Парламентский организатор принуждает членов партии голосовать в соответствии с партийной позицией, а также следит за личным присутствием депутатов во время заседаний законодательных органов.
Роль парламентского организатора характерна для стран с мажоритарной избирательной системой, при которой небольшие партии обычно отсекаются, а в парламентах представлены лишь небольшое количество крупных партий (обычно две-три). Это приводит к тому, что степень внутрипартийных разногласий в таких крупных парламентских партиях существенно выше, чем в партиях стран с пропорциональной избирательной системой, где состав парламентских фракций заметно более однородный.
В современной России для обозначения аналогичных функций употребляется понятие «координатор фракции».